# Ethel von Brixham
L'Ethel von Brixham est une goélette lancé en 1890 à Brixham au Royaume-Uni en tant que Brixham Trawler. Il navigue aujourd'hui sous pavillon allemand en tant que voilier traditionnel. Il est classé comme National Historic Ships .

## Histoire
Le navire a été construit au chantier naval de Upham JW & A à Brixham au Royaume-uni et lancé en 1930 sous le nom de Lily and Ethel comme chalutier de Brixham. Par la suite, il a été utilisé pendant plus de 80 ans comme navire de pêche et plus tard comme un cargo sans voiles dans divers pays scandinaves et sous des noms différents.
En 1981, après un transfert de la Norvège à Kiel, il a été converti en bateau à moteur avec un deux cylindres Heimdal Diesel. Seule la coque rappelle le chalutier Brixham avec ses doubles cadres et un bordage intérieur supplémentaire. En juillet 1986, le navire a été immatriculé sous le nom de Ethel von Brixham à Kiel. Il offrait des voyages en groupe à travers la mer Baltique de Kiel à Helsinki, ainsi que des voyages vers la Méditerranée. Lors de ces croisières, les passagers participaient aux manœuvres  de navigation.
En 1996 Gerhard Bialek a repris le navire en tant que propriétaire. En 1997 le bateau a participé à l'adaptation cinématographique du roman " La Ratte" de Günter Grass.
En 2001, l'Ethel von Brixham a été reconnu comme bateau traditionnel par le Ministère fédéral des Transports. En 2011, le gréement a été modifié pour se rapprocher de l'original.
Pour les croisières, le navire est équipé de cabines pouvant accueillir jusqu'à 12 marins, pour des excursions d'une journée il peut accueillir jusqu'à 35 passagers. L'équipage permet aux marins intéressés de naviguer activement sur demande.